# Platycephalus caeruleopunctatus
Platycephalus caeruleopunctatus är en fiskart som beskrevs av Mcculloch 1922. Platycephalus caeruleopunctatus ingår i släktet Platycephalus och familjen Platycephalidae. Inga underarter finns listade i Catalogue of Life.